# Kulmerland (Schiff, 1929)
Die Kulmerland war ein Kombischiff der Hamburg-Amerikanischen Packetfahrt-Actien-Gesellschaft (Hapag) für den Ostasien-Dienst. Die Reederei verfügte über vier sehr ähnliche Schiffe, von denen die 1928 fertiggestellten Leverkusen und Duisburg auch auf der Deutschen Werft in Hamburg-Finkenwärder entstanden waren. Die seit 1929 im Einsatz befindliche Kulmerland wurde im September 1939 wegen Beginn des Zweiten Weltkriegs in Japan aufgelegt.
Ab 1940 wurde das Schiff von der Kriegsmarine als Versorger für Hilfskreuzer genutzt und führte zwei Fahrten ab Japan durch. Am 26. August 1942 verließ die Kulmerland Dairen, um als Blockadebrecher nach Europa zu laufen. Am 7. November erreichte sie das von den Deutschen besetzte Bordeaux.
Zu einem erneuten Einsatz als Blockadebrecher kam es nicht, da die Kulmerland
am 23. September 1943 durch Bombentreffer in Nantes versenkt wurde.

## Baugeschichte
Ab der Havelland (6354 BRT) im Jahr 1921 stellte die Hapag neue Schiffe in ihren Ostasiendienst ein. Die größte Passagiereinrichtung hatten die 1924 von Blohm & Voss gelieferten Saarland (6863 BRT) und Vogtland (7106 BRT) mit 47 Passagieren. Während die Saarland ein Turbinenschiff war, war die Vogtland, wie vier weitere Vorläufer, ein Motorschiff mit zwei Schrauben.
1928/29 beschaffte die Hapag fünf weitere Neubauten, die 24 Fahrgäste aufnehmen konnten. Typschiff der Serie war die 1928 fertiggestellte Leverkusen von der Deutschen Werft, die 1928 auch noch die Duisburg auslieferte. Dazu kam von der Flensburger Schiffsbau-Gesellschaft noch Burgenland. 1929 wurde die Klasse durch die von Schichau in Danzig gebaute Sauerland als letztes Schiff und die Kulmerland komplettiert.

## Im Dienst der Hapag
Benannt wurde das Schiff nach der westpreußischen Region Kulmerland um die Stadt Kulm, die seit 1920 zum sogenannten Polnischen Korridor gehörte. Sie war der dritte Neubau der Deutschen Werft in dieser Serie und wurde kurz vor der Sauerland abgeliefert. Als letztes Schiff der Neubauserie trat sie am 26. April 1928 ihre Jungfernreise nach Ostasien an. Auf dieser Route blieb das Schiff bis 1939 im Einsatz.
Am 19. April 1932 rettete die Kulmerland die Besatzung des brennenden lettischen Frachters Selonija vor der spanischen Küste.
Die Bedeutung der Kombischiffe für den Passagierverkehr nach Ostasien war anfangs bedeutend, da ihre erhöhte Dienstgeschwindigkeit, moderne Ausstattung und schnellere Abwicklung der Reise viele Fahrgäste ansprach. Diese Bedeutung nahm ab, als der Norddeutsche Lloyd ab 1936 die Schnelldampfer Scharnhorst, Gneisenau und Potsdam zum Einsatz brachte, von denen letztere vor der "Neuordnung der Schiffahrtslinien" durch die deutsche Reichsregierung für die Hapag gebaut worden war.

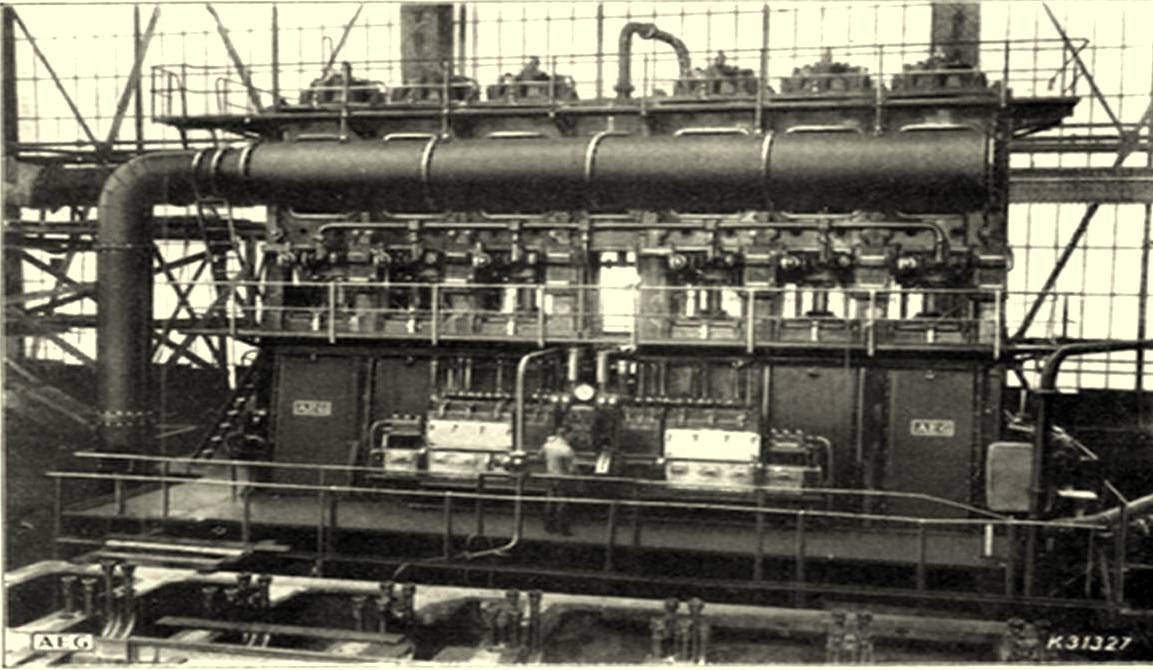
Antrieb Kulmerland, doppeltwirkender AEG-2T-Dieselmotors mit Druckeinspritzung

## Versorgungsschiff der Kriegsmarine
Die im September 1939 in Japan aufliegende Kulmerland wurde 1940 von der Kriegsmarine zur Versorgung von Hilfskreuzern herangezogen. Am 4. Oktober 1940 verließ sie Kobe mit 1700 t Diesel und weiteren Versorgungsgütern, um die Hilfskreuzer Komet und Orion zu versorgen.
Die Orion war durch den Atlantik um das Kap Hoorn nach Neuseeland marschiert und führte seit Juni 1940 dort Handelskrieg. Da die Versorgung des Schiffes aus der Etappe in Südamerika nicht gelang, sollte dieser Hilfskreuzer aus Japan versorgt werden. Als erster Versorger wurde ihr die Regensburg des NDL geschickt. Die Komet war durch die Nordost-Passage mit sowjetischer Hilfe in den Pazifik gelangt und sollte in der Südsee und den australischen Gewässern Handelskrieg führen. Die aus Kobe ausgelaufene Kulmerland traf die Komet, als sie auf dem Weg nach Süden Japan passierte, und lief mit ihr weiter zum Lamotrek-Atoll, wo am 18. Oktober 1940 auch die Orion mit der Regensburg eintraf. Alle vier zusammentreffenden deutschen Schiffe waren als Japaner getarnt, allerdings hießen beide Versorger Tokio Maru ohne einen optischen Bezug zu einem existenten Schiff zu haben und die Tarnung der Orion war bis auf das japanische Neutralitätskennzeichen sehr oberflächlich. Von einem passierenden japanischen Kreuzfahrtschiff wurde die eigenartige Ansammlung im Atoll an die zuständigen japanischen Behörden gemeldet. Die deutschen Schiffe gingen schnell wieder in See und die Regensburg wurde nach Japan entlassen, um weitere Versorgungsgüter und benötigte Ersatzteile zu beschaffen.
Die Kulmerland bildete mit den beiden Hilfskreuzern eine breite Aufklärungskette nach Süden, um den Verkehr von Australien und Neuseeland über den Pazifik anzugreifen. Die Versenkung der Rangitane am 27. November 1940 führte allerdings dann zum Rückzug in die Südsee vor den britischen Suchmaßnahmen mit Kriegsschiffen und Langstreckenflugbooten. Die Kulmerland hatte bald 257 Gefangene an Bord, darunter 52 Frauen und 6 Kinder. Ein Anlaufen von Japan mit Gefangenen war aber von der SKL strikt untersagt. Der vom Kommandanten der Komet geplante Angriff auf Nauru konnte wegen der Wetterlage nicht wie gewünscht stattfinden, wegen der auch eine Anlandung der Gefangenen nicht in Frage kam. Eyssen entschied, die Masse der Gefangenen (Frauen, Kinder, jüngere nicht-britische Seeleute) in Emirau von Bord zu geben. Dort trennte sich auch der Verband. Während die Komet noch einen zweiten Angriff auf Nauru durchführte, lief die Orion mit der Kulmerland Richtung Marianen, wobei das Versorgungsschiff die Fahrt bis nach Japan fortsetzte, während der Hilfskreuzer nach Überholung in einem Inselversteck in den Indischen Ozean vorstieß.

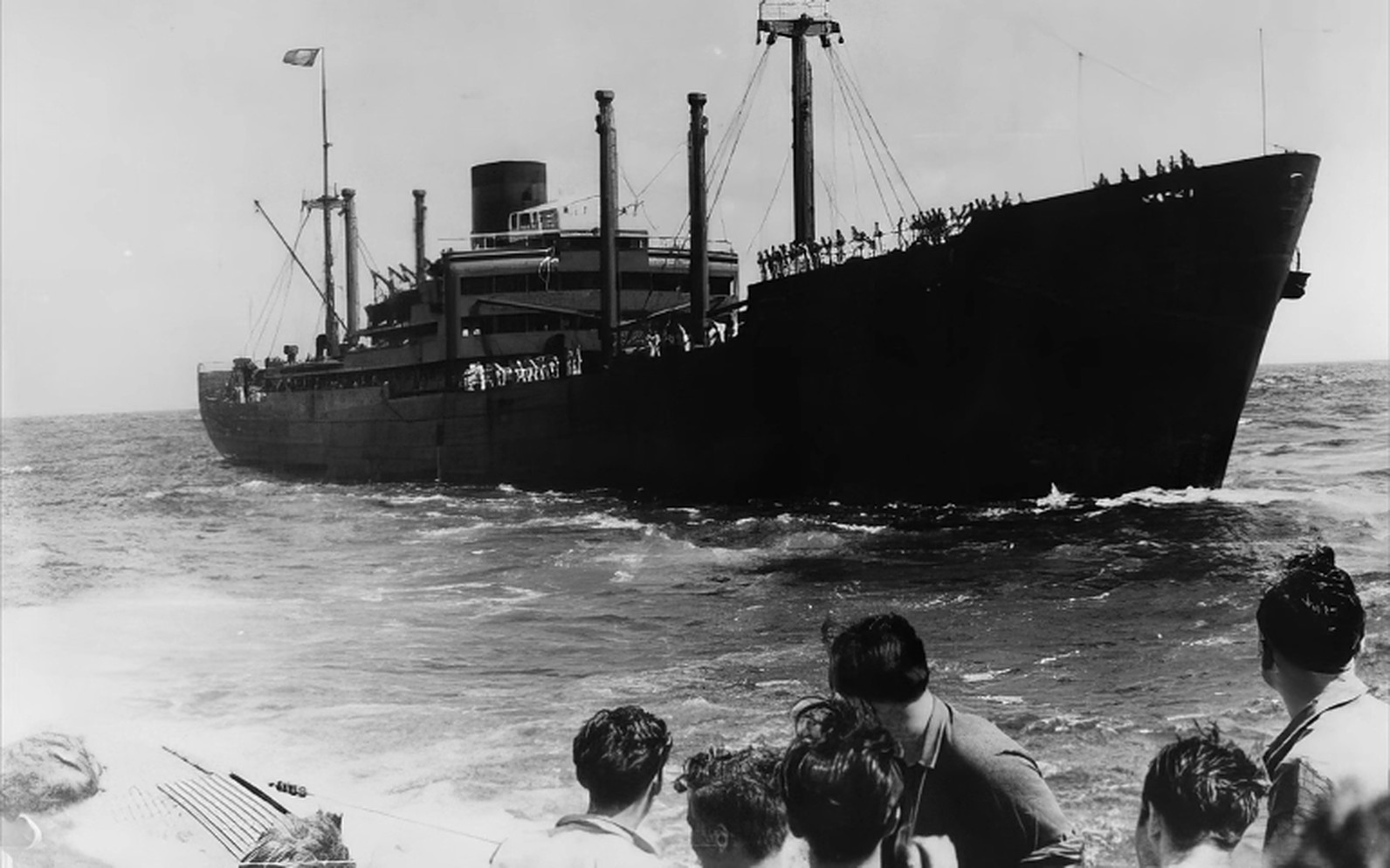
Der Hilfskreuzer Kormoran

Die am 31. Dezember 1940 wieder in Japan eingetroffene Kulmerland wurde für einen zweiten Einsatz zur Unterstützung deutscher Hilfskreuzer ausgerüstet. Am 3. September 1941 verließ sie Kobe mit 4000 t Diesel, 225 t Öl, Proviant für 6 Monate und Weißmetall-Ersatzteilen für den Hilfskreuzer Kormoran, mit dem sie am 16. Oktober im Indischen Ozean westlich von Australien beim Versorgungspunkt „Marius“ zusammentraf. Sie blieb mit dem Hilfskreuzer neun Tage zusammen, um ein für die Umladung geeignetes Seegebiet zu finden. Bei der Kormoran handelte es sich um den ehemaligen Frachter Steiermark, dem modernsten Schiff der Hapag auf der Ostasien-Route. Die von der Kulmerland mitgeführten Weißmetall-Lager wurden für die Einsatzfähigkeit der Motoren des Hilfskreuzers dringend benötigt.
Die Kulmerland trat am 24. Oktober den Rückmarsch nach Japan mit 86 Gefangenen der Kormoran an. Die Gefangenen wurden am 17. November 1941 bei den Gesellschafts-Inseln an den am 21. Oktober 1941 aus Dairen mit einer Kautschukladung ausgelaufenen Blockadebrecher Spreewald (5083 BRT, 1922) abgegeben. Dieser wurde am 31. Januar 1942 nördlich der Azoren irrtümlich vom deutschen U-Boot U 333 torpediert. Trotz einer sofort eingeleiteten Rettungsaktion konnten von den insgesamt 152 Mann an Bord nur 25 Besatzungsmitglieder und 55 Gefangene gerettet werden.

## Durchbruch nach Frankreich und Ende des Schiffes
Im August 1942 begann die Kriegsmarine erneut Blockadebrecher aus Japan nach Deutschland zu senden. Nach der Tannenfels (8., 7840 BRT, 16 kn, 1938) und Dresden (20., 5567 BRT, 15 kn, 1937) aus Yokohama verließ die Kulmerland am 26. August 1942 Dairen mit einer Ladung kriegswichtiger Rohstoffe und erreichte um das Kap der Guten Hoffnung Bordeaux am 7. November 1942 wenige Tage nach den beiden vor ihr in Marsch gesetzten Schiffen. Sie war das letzte deutsche Überwasserschiff, das unbeschädigt als Blockadebrecher das von den Deutschen besetzte Südfrankreich erreichte. Von den 16 nach ihr nach Europa geschickten Schiffen erreichten nur die Pietro Orseolo und die Osorno im April bzw. Dezember 1943 die Gironde.
Beim Angriff britischer Marines (Operation Frankton) am 12. Dezember 1942 mit Faltbooten und Minen auf die im Hafen liegenden Blockadebrecher blieb die Kulmerland unbeschädigt. 1943 nach Nantes verlegt, wurde sie dort am 23. September 1943 bei einem alliierten Luftangriff schwer beschädigt. Als die Deutschen sich im August 1944 zurückzogen, wurde das beschädigte Schiff als Blockschiff versenkt.
1945 wurde die Kulmerland gehoben und eine Wiederherstellung für die Compagnie Générale Transatlantique erwogen. Die Schäden waren aber zu umfangreich und das beschädigte Schiff wurde nach Briton Ferry, Wales, geschleppt und dort 1950 verschrottet.

## Schicksal der Schwesterschiffe
| Stapellauf in Dienst  | Name       | Tonnage            | Werft                     | Schicksal |
| --------------------- | ---------- | ------------------ | ------------------------- | --- |
| 26.05.1928 21.07.1928 | Leverkusen | 7386 BRT 10060 tdw | Deutsche Werft BauNr. 107 | 4. August 1928 Jungfernfahrt nach Ostasien, ab dem 4. März 1930 einzige Fahrt eines der neuen Kombischiffe nach Australien (Hinreise durch den Südatlantik um das Kap der Guten Hoffnung/Rückreise durch den Suezkanal und das Mittelmeer), September 1939 in Baia aufgelegt, als Transporter am 1. Mai 1941 vor Kerkena durch britisches U-Boot Upholder versenkt |
| 12.05.1928 16.08.1928 | Burgenland | 7320 BRT 10075 tdw | Flensburger SG BauNr. 362 | 1. September 1928 Jungfernreise nach Ostasien, 3. September 1939 in Kobe aufgelegt, 5. Januar 1944 im Südatlantik selbstversenkt, als sie beim Durchbruchsversuch nach Europa vom US-Kreuzer Omaha und dem Zerstörer Jouett gestellt wurde |
| 19.07.1928 22.09.1928 | Duisburg   | 7389 BRT 10195 tdw | Deutsche Werft BauNr. 108 | 13. Oktober 1928 Jungfernfahrt nach Ostasien, 6. September 1939 in Neapel aufgelegt, als Transporter in einem italienischen Konvoi am 9. November 1941 durch den britischen Zerstörer Lively der Force K im Mittelmeer versenkt |
| 11.12.1928 19.03.1929 | Sauerland  | 7087 BRT 9670 tdw  | Schichau BauNr. 1201      | 3. April 1929 Jungfernreise nach Ostasien, 3. Oktober 1939 Sperrbrecher VII der Kriegsmarine, 12. August 1944 vor La Pallice von britischen Jagdbombern in Brand geschossen, manövrierunfähiges Wrack durch polnischen Zerstörer Piorun versenkt, 4 Tote |